# Cerapachys gwynethae
Cerapachys gwynethae é uma espécie de formiga do gênero Cerapachys.